# Hagström Kent
Hagström Kent är en elgitarr av fabrikatet Hagström. Kent introducerades 1962, med tillnamnet PB-24-G där PB stod för "pickup board", 2 stod för antalet pickuper, 4 för antalet kontroller (se nedan) och G helt enkelt betydde gitarr. I USA såldes gitarren av Merson under namnet Hagström F-11, och i Storbritannien av distributören Selmer under namnet Futurama. Det skall noteras att modellerna Hagström Standard och Hagström DeLuxe redan såldes under namnet Futurama av Selmer.
Namnet Kent fick Karl Erik Hagström från en serie japanska instrumenttillbehör som såldes i USA av Buegeleisen & Jacobson NY. Buegeleisen & Jacobson sålde också Bjärtons akustiska gitarrer i USA under namnet Espana.
Hagström använde sig av denna förvirrande namngivning för att kunna leverera till flera olika distributörer i samma region utan att inkräkta på varumärket. Denna praxis fick man överge efter upprörda påpekanden från amerikanska distributörer.
Kent liknar en Fender Stratocaster i såväl kroppen som huvudformen.
Kroppen var gjuten av vinyl med framsidan täckt av en platta av plexiglas. I stället för plektrumskydd hade modellen en plastplatta som sträckte sig under stängarna och svepte nedåt och bakåt i en båge. I denna platta var såväl de två single coil-pickuperna som gitarrens kontroller monterade. Mellan pickuperna fanns den "swimming pool" modellen ärvt från DeLuxe modellerna, en fyrkantig fördjupning med små borrade hål liknande en högtalarfront.
Kontrollerna bestod förutom en vridratt av fyra knappar märkta L, H, Tone och Mute. L kopplade i och ur halspickupen, H kopplade i och ur stallpickupen, medan de andra två kontrollerade gitarrens ton. Även knappkontrollerna var ärvda från DeLuxe modellen.
De Kentgitarrer som tillverkas idag säljs under det amerikanska modellnamnet "F".